# Markovi Kuli
Markovi Kuli o las Torres de Marko (en macedonio: Маркови Кули; en serbio: Марков Град) se sitúa al noroeste de Prilep, Macedonia del Norte justo por encima del pueblo de Varoš. Se trata de unas torres que son de origen serbio medieval del príncipe Marko Mrnjavčević, que está situadas en una colina de entre 120 y 180 m de altura, rodeados por laderas escarpadas cubiertas de piedras de granito. La parte superior del antiguo asentamiento es accesible desde el norte y el lado sur.
Durante una investigación arqueológica de cuatro décadas, los restos indican la existencia de un antiguo asentamiento temprano - Keramija.